# Таск, Брэдли

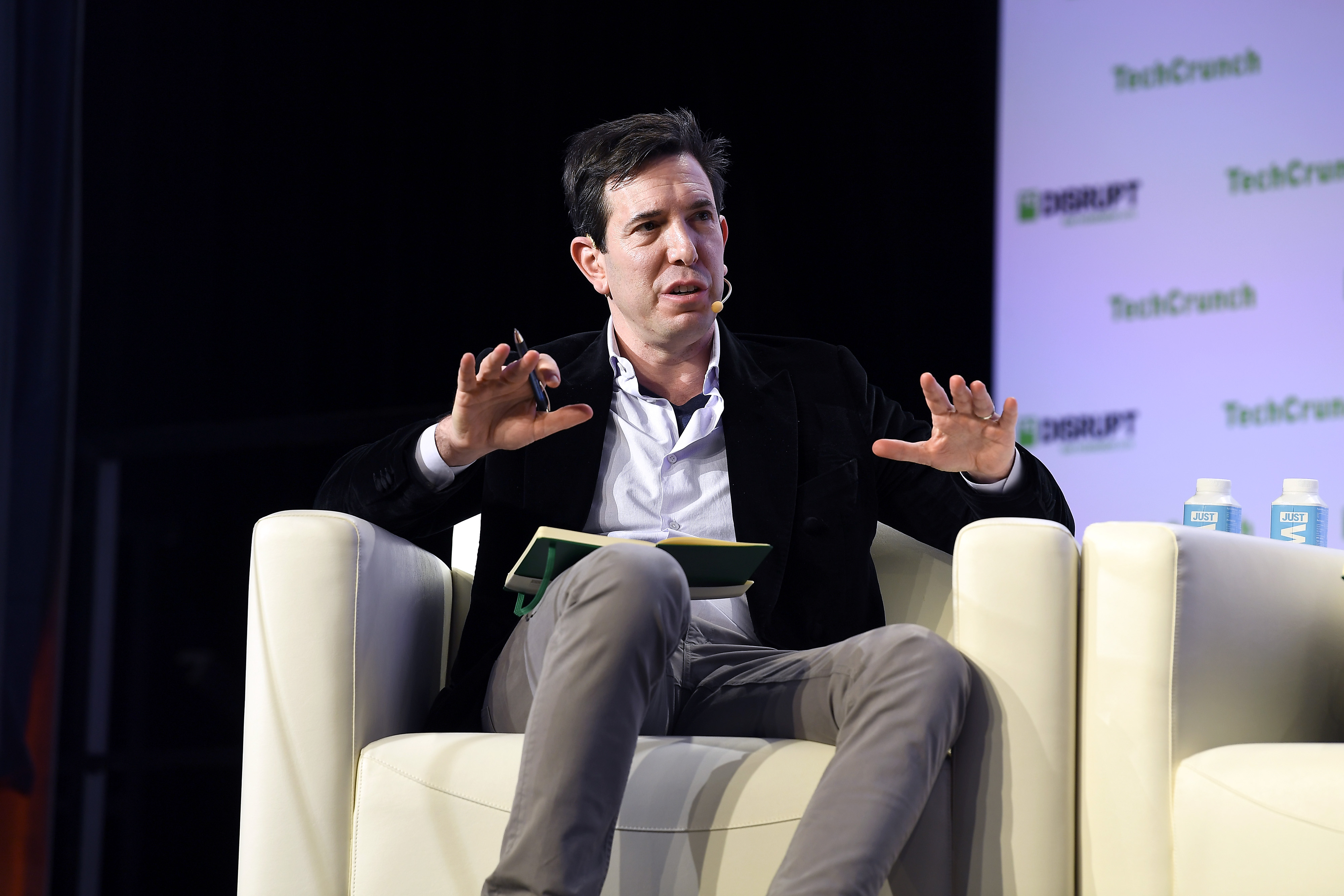
Брэдли Таск (2019)

Брэдли Туск (Bradley Tusk, родился 3 октября 1973 года, получил образование в Университете Пенсильвании) — американский бизнесмен, венчурный предприниматель, филантроп, политтехнолог и автор книги The Fixer: My Adventures Saving Startups from Death by Politics. На русском языке она вышла в 2019 году под названием «Спаситель Кремниевой долины. Как я защищал стартапы от бюрократов». Основатель и генеральный директор Tusk Holdings, многопрофильной платформы, ведущей бизнес по нескольким направлениям через Tusk Ventures, Tusk Strategies, Ivory Gaming, Kronos Archives. Активно занимается политической и благотворительной деятельностью, организацией мобильного голосования для увеличения явки избирателей в США.
Ранее успешно руководил кампанией по переизбранию мэра Нью-Йорка Майкла Блумберга в 2009 году, занимал пост заместителя губернатора Иллинойса и директора по общественным связям сенатора США Чака Шумера.
В 2015 году Туск запустил Tusk Ventures, первый в мире венчурный фонд, ориентированный исключительно на инвестирование в стартапы, сталкивающиеся с политическими и регулятивными проблемами и противодействием бюрократических органов. Первый успешный опыт подобной деятельности он приобрел в начале 2011 года, когда согласился консультировать новый транспортный стартап Uber, и добился для него права действовать сначала в Нью-Йорке, затем в других городах Америки. В том же году вошел в число 20 самых влиятельных людей Нью-Йорка. В качестве вознаграждения получил долю в капитале Uber.
В 2015 году в ответ на попытку мэра Нью-Йорка Билла Де Блазио ограничить транспортные средства Uber Туск провел образцовую массированную кампанию с участием телевидения, радио и цифровой рекламы, прямой почтовой рассылки, массовой пропаганды, средств массовой информации, социальных сетей и с мобилизацией лидеров общественного мнения, что принесло ему победу.
Кроме стартапов, услугами Туска пользовались такие гиганты как Comcast, Google, Walmart, AT&T, Pepsi, некоммерческие институты Стэнфордский университет, Фонд Рокфеллера, Texas A&M, частные лица Майкл Блумберг и Джордж Лукас.